# Every Nation Churches
Every Nation Churches est une association chrétienne évangélique internationale d'églises non confessionnelles. Son siège est à Brentwood, aux États-Unis. Son président en 2019 est Steve Murrell.

## Histoire
En 1994, les évangélistes américains Phil Bonasso et Rice Broocks visitent l'église Victory Christian Fellowship of the Philippines, dirigée par Steve Murrell, à Manille, aux Philippines,,. Ensemble, ils fondent l'organisation Morning Star International, qui devient Every Nation en 2004. En 2015, l'organisation dit être présente dans 69 pays.